# オズボーン郡 (カンザス州)
オズボーン郡 (Osborne County、 標準省略：OB) は、アメリカ合衆国カンザス州に位置する郡である。2000年現在、人口は4,452人である。最大都市及び郡庁所在地はオズボーンである。

## 地理
アメリカ合衆国統計局によると、この郡は総面積2,316 km2 (894 mi2) である。このうち2,311 km2 (892 mi2) が陸地で5 km2 (2 mi2) が水域である。総面積の0.21%が水域となっている。
北アメリカの地理的中心は、この郡内部に位置している。本土48州の地理的中心は、隣接しているスミス郡に位置している。

### 隣接する郡
- スミス郡（北）
- ジュエル郡（北東）
- ミッチェル郡（東）
- リンカーン郡（南東）
- ラッセル郡（南）
- エリス郡（南西）
- ルークス郡（西）

## 人口動勢
2000年現在の国勢調査で、この都市は人口4,452人、1,940世帯、及び1,208家族が暮らしている。人口密度は2/km2 (5/mi2) である。1/km2 (3/mi2) の平均的な密度に2,419軒の住宅が建っている。この都市の人種的な構成は白人98.61%、アフリカン・アメリカン0.07%、先住民0.22%、アジア0.20%、太平洋諸島系0.02%、その他の人種0.07%、及び混血0.81%である。ここの人口の0.38%はヒスパニックまたはラテン系である。
この郡内の住民は23.80%が18歳未満の未成年、18歳以上24歳以下が5.50%、25歳以上44歳以下が22.30%、45歳以上64歳以下が22.60%、及び65歳以上が25.70%にわたっている。中央値年齢は44歳である。女性100人ごとに対して男性は96.80人である。18歳以上の女性100人ごとに対して男性は92.60人である。
この郡内の世帯ごとの平均的な収入は29,145米ドルであり、家族ごとの平均的な収入は35,438米ドルである。男性は24,736米ドルに対して女性は16,516米ドルの平均的な収入がある。この郡の一人当たりの収入 (per capita income) は16,236米ドルである。人口の10.40%及び家族の7.20%は貧困線以下である。全人口のうち18歳未満の12.20%及び65歳以上の8.50%は貧困線以下の生活を送っている。

## 都市及び町
- Alton
- Downs
- Kill Creek
- Natoma
- オズボーン
- Portis

## 郡区
オズボーン郡は23の郡区に分かれている。オズボーン市は governmentally independent と見なされており、郡区向けの国勢調査外観から除外されている。以下の表内の人口中心は、もしかなりの数ならば、郡区の人口総計を含む最大都市である。

## 教育

### 統一された学校区
- オズボーン 統一教育学区392号